# Franc Coronini
Grof Franc Coronini-Cronberg (* 25. november 1833, Gorica, † 25. avgust 1901, Šempeter pri Gorici) je bil avstrijski politik in sin Ivana Krstnika Coronini-Cronberg.

## Življenje in delo
Grof Franc Coronini, ki je pripadal šempetrski veji plemiške rodbine Coroninijev, je na Dunaju študiral filozofijo in pravo, bil nekaj let v vojaški službi, se udeležil avstrijsko-pruske vojne (1866), v kateri je bil hudo ranjen, od 1867 pa je z ženo Selmo stalno živel v Šempetru pri Gorici. Kot zastopnik mesta Gorice je prišel 1870 v deželni zbor, ki ga je 1871 izvolil v dunajski parlament, kjer je zastopal goriško volilno okrožje. Tam se je najprej pridružil zmernemu krilu nemške ustavne stranke, nato naprednemu klubu, ki ga je izvolil za predsednika, prevzel 1878 predsedstvo avstrijske delegacije v parlamentu in postal 1879 predsednik parlamenta.
Za člana gosposke zbornice je bil imenovan 1897. Kot veleavstrijec je zagovarjal okupacijo Bosne in Hercegovine in stremel po pridobitvi novih pokrajin na južnih mejah monarhije. Zagovarjal je parlamentarizem, in ga skušal ščititi pred pritiski od zgoraj. S Slovenci je prišel v stik kot dolgoletni župan v Šempetru, predsednik Kmetijske družbe v Gorici (1870-1901) in goriški deželni glavar (1870–1877, 1883–1899). Kot deželni glavar je nastopal objektivno, se vzdrževal glasovanja in prepustil strankam, da se same sporazumejo, ni pa mogel preprečiti naraščanja nacionalnega boja, ki je kulminiral po letu 1895 zato je  januarja 1899 odstopil.
Coronini je kot državni in deželni poslanec uporabljal svoja znanstva z najvišjimi krogi v monarhiji (v mladih letih je bil tovariš poznejšega cesarja Franca Jožefa, kateremu je bil njegov oče vzgojitelj) v korist italijanskim volivcem, upošteval pa je tudi koristi slovenske pokrajine. Zavzemal se je za številne predloge slovenskih poslancev, npr. za zgraditev predelske in vipavske železnice (Železniška proga Prvačina - Ajdovščina), kot predsednik odbora za pogozditev Krasa in predsednik Kmetijske družbe je pospeševal pogozdovanje kraških površin in razvoj kmetijstva in si zaslužil priznanje dobrosrčnosti (z dohodki deželnega glavarja je ustanovil sklad za obnemogle delavce), kavalirstva in objektivnosti.